# Дангал
Дангал («Борьба», хинди दंगल, Dangal) — индийская спортивная драма, снятая режиссёром Нитешем Тивари с Аамиром Xаном в главной роли (который также выступил продюсером фильма) и вышедшая на экраны в декабре 2016 года. В основе сюжета — история бывшего борца Махавира Сингха Пхогата, воспитавшего Гиту Пхогат и Бабиту Кумари, ставших прославленными индийскими женщинами-борцами. Фильм стал бестселлером индийского и китайского проката 2017, собрав по сообщениям прессы 2000 кроров (20 млрд) рупий по всему миру. Однако, согласно создателям фильма, сборы на начало июля 2017 года составляли только 1864 крора. На родине фильм также завоевал несколько престижных наград, включая Filmfare Awards и Национальную кинопремию.

## Сюжет
Махавир Сингх Пхогат — бывший борец по вольной борьбе и национальный чемпион родом из Балали, деревни в штате Харьяна. Он был вынужден завершить карьеру, чтобы содержать семью. Удрученный тем, что он не может выиграть олимпийскую медаль за свою страну, он обещает, что это сделает его будущий сын. Но, как назло, у него рождаются только девочки. Озарение наступило тогда, когда его дочери Гита и Бабита побили двух мальчиков-хулиганов, которые к ним приставали. Махавир, вопреки насмешкам всей деревни, начинает тренировать их по утрам, перед школой.
Его методы кажутся суровыми, включая изнурительные утренние тренировки и короткие стрижки, чтобы избежать вшей. Первоначально девочки возмущаются тем, как воспитывает их отец, но оказавшись на деревенской свадьбе, понимают, что их могли бы выдать замуж против их воли. Девочки начинают тренироваться с воодушевлением и делают большие успехи.
Махавир выставляет девочек на турниры по борьбе, где они борются с мальчиками и побеждают их, к большому удивлению всех. Следующий этап — подготовка к районным соревнованиям, к борьбе на ковре. Гита продолжает выигрывать юношеские и молодежные чемпионаты на национальном уровне, затем выигрывает и чемпионат страны, после чего отправляется в Национальную спортивную академию в Патиале, несколько раз проигрывая на международных чемпионатах, а затем выступает на Играх Содружества 2010 года и выигрывает их в своей весовой категории. Бабита же завоевала серебряную медаль на этих соревнованиях, в весе до 51 кг и затем золото на Играх Содружества 2014 в Глазго в категории 55 кг. Гита в 2012 году  стала первой индийской женщиной-борцом, которая была квалифицирована для участия в Олимпиаде.
Пример Гиты и Бабиты вдохновил многих индийских женщин заняться борьбой.

## В ролях
| Актёр             | Роль                                                   |
| ----------------- | ------------------------------------------------------ |
| Аамир Хан         | Махавир Сингх Пхогат                                   |
| Сакши Танвар      | Дая Шобха Каур, жена Махавира                          |
| Фатима Сана Шейкх | Гита Пхогат, старшая дочь                              |
| Заира Васим       | юная Гита                                              |
| Сания Малхотра    | Бабита Кумари, младшая дочь                            |
| Сухани Бхатнагар  | юная Бабита                                            |
| Апаршакти Кхурана | Омкар                                                  |
| Ритвик Сахор      | юный Омкар                                             |
| Виван Вхатена     | Харкиндер                                              |
| Гириш Кулкарни    | Прамод Кадам, тренер Национальной спортивной академии  |
| Шишир Шарма       | Директор департамента Национальной спортивной академии |
| Мину Праджапати   | подруга Гиты                                           |

## Производство
В 2012 году Дивья Рао, член креативной команды Disney, прочитала в газете статью про Махавира Сингха Пхогата, который тренировал дочерей, чтобы они стали чемпионками мира. Она подумала, что из этого получился бы отличный фильм, и рассказала об этом Сиддхарту Рою Капуру и остальному персоналу The Walt Disney Company. Дисней обратился к Нитешу Тивари, чтобы он написал сценарий и срежиссировал эту историю. Тивари лично встретился с самим Пхогатом и его дочерьми, которые сразу согласились.
Тивари работал над сценарием около года прежде чем пойти к Ронни Скревале, главе UTV Motion Pictures, и Капуру с окончательным вариантом. Он также предложил, чтобы Аамир Хан сыграл Пхогата, на что те дали согласие.
В 2013 году Капур и Тивари побывали у Хана и рассказали ему сюжет, который ему сразу понравился. Хан только что завершил работу на съёмках фильма «Байкеры 3» и начал работать над «Пикей». Он хотел сделать фильм через 5—10 лет, когда ему будет 60, поскольку роль требовала от него изобразить 55-летнего, а он всё ещё играл более молодые роли. Но история осталась у него в голове, и несколько месяцев спустя он вызвал Тивари и попросил его рассказать сценарий ещё раз.
В 2014 году после выпуска в прокат фильма «Пикей», Аамир объявил, что сыграет роль борца в новом фильме Тивари, а также будет продюсером этого фильма. В 2015 году тренер молодёжной женской сборной по вольной борьбе Крипа Шанкар Патель Бишной был выбран, чтобы тренировать Аамира  и других членов актёрского состава. Готовясь к фильму, Аамир сбросил несколько килограмм и взял несколько уроков хариани. Как сообщается, он набрал 30 кг и весил 98 кг, чтобы сыграть Пхогата в 60-летнем возрасте, а затем вернулся к прежнему весу, чтобы исполнить роль Пхогата в молодости.

### Кастинг

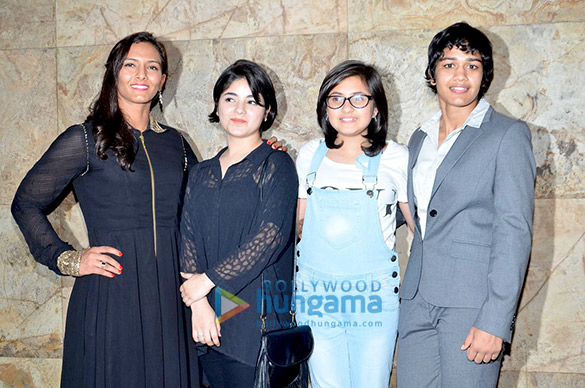
Настоящая Гита Пхогат и сыгравшая её в детстве Заира Васим, Сухани Бхатнагар и прототип её героини — Бабита Кумари

В марте 2015 года Тапси Панну, Дикша Сетх и Акшара Хасан рассматривались на роль дочерей Пхогата. В итоге в апреле были выбраны Фатима Сана Шейх и Сания Малхотра, происходившие родом из джатской общины в селе Балали округа Бхивани, Харьяна откуда родом сам Махавир и его дочери. В июне 2015 года дети-актёры Заира Васим (из Кашмира) и Сухани Бхатнагар (из Дели) были приняты в проект. В актёрский состав вошёл также брат известного певца и актёра Аюшмана Кхурраны Апаршакти. Викрам Сингх претендовал на роль антагониста. Племянник Аамира Пабло стал ассистентом режиссёра. На одну из ролей прослушивалась Малика Шерават. В октябре того же года Виван Бхатена был выбран сыграть отрицательную роль. В интервью за 2017 год Дивьи Рао заявила, что если бы Аамир отказался от этой роли, то её предложили бы Моханлалу и Камалу Хасану.

### Съёмки
Съёмки начались 1 сентября 2015 года. Деревни штата Лудхиана были переделаны в стиле хариани. Съёмки проходили в деревнях Гуджджарвал, Нарангвал, Кила Райпур, Данго и Лил в штатах Пенджаб и Харьяна.
14 ноября 2015 года, когда съёмки проходили в Лудхиане, Аамир получил травму спины, а через несколько дней ему сделали операцию на плече. После восстановления Аамир вернулся к съёмкам в декабре 2015 года.
Часть съёмок проходила внутри и в округе Shree Shiv Chhatrapati Sports Complex в Пуне. В это время там проходил Кубок мира по роллерболу 2015, и члены сборных Нидерландов и Словении изображали в фильме массовку в сценах спортивных выступлений и тренировок. Другая часть съёмок была произведена в Symbiosis International University также в Пуне.
19 января 2016 года Хан и вся команда снимали в Дели, в стадионе Talkatora, где снимали сцены боев. 

## Саундтрек
| №  | Название                       | Исполнители                                                                       | Длительность |
| -- | ------------------------------ | --------------------------------------------------------------------------------- | ------------ |
| 1. | «Haanikaarak Bapu»             | Sarwar Khan & Sartaz Khan Barna, Saddy Ahmad (бэк-вокал: Kheta Khan & Dayam Khan) | 4:22         |
| 2. | «Dhaakad»                      | Raftaar                                                                           | 2:56         |
| 3. | «Gilehriyaan»                  | Jonita Gandhi                                                                     | 3:40         |
| 4. | «Dangal»                       | Daler Mehandi                                                                     | 4:59         |
| 5. | «Naina»                        | Арджит Сингх                                                                      | 3:45         |
| 6. | «Dhaakad (версия Аамира Хана)» | Aamir Khan                                                                        | 2:56         |
| 7. | «Idiot Banna»                  | Nooran Sisters                                                                    | 4:08         |
| 8. | «Naina (женская версия)»       | Неха Каккар                                                                       | 3:48         |

## Критика
| Рейтинги           | Рейтинги                                                                           |
| Издание            | Оценка                                                                             |
| ------------------ | ---------------------------------------------------------------------------------- |
| Filmfare           | 5 из 5 звёзд · 5 из 5 звёзд · 5 из 5 звёзд · 5 из 5 звёзд · 5 из 5 звёзд           |
| The Times of India | 4,5 из 5 звёзд · 4,5 из 5 звёзд · 4,5 из 5 звёзд · 4,5 из 5 звёзд · 4,5 из 5 звёзд |
| Bollywood Hungama  | 4,5 из 5 звёзд · 4,5 из 5 звёзд · 4,5 из 5 звёзд · 4,5 из 5 звёзд · 4,5 из 5 звёзд |
| Rediff.com         | 4,5 из 5 звёзд · 4,5 из 5 звёзд · 4,5 из 5 звёзд · 4,5 из 5 звёзд · 4,5 из 5 звёзд |
| Раджив Масанд      | 4 из 5 звёзд · 4 из 5 звёзд · 4 из 5 звёзд · 4 из 5 звёзд · 4 из 5 звёзд           |
| Hindustan Times    | 4 из 5 звёзд · 4 из 5 звёзд · 4 из 5 звёзд · 4 из 5 звёзд · 4 из 5 звёзд           |
| The Guardian       | 3 из 5 звёзд · 3 из 5 звёзд · 3 из 5 звёзд · 3 из 5 звёзд · 3 из 5 звёзд           |

Бен Кенигсберг из The New York Times написал, что «фильм выигрывает от количества времени, которое он посвящает стратегии борьбы, и окупается в напряжённо ожидаемых поединках, которые не были отредактированы до непоследовательности, с участием актрис, которые, похоже, действительно борются».
С другой стороны, Оуэн Глейберман в рецензии для Variety назвал его «одноразовой семейной спортивной драмой».

## Награды
| Награды        | Награды                 | Награды                       | Награды      | Награды |
| Дата           | Награда                 | Категория                     | Получатель   | Ссылки  |
| -------------- | ----------------------- | ----------------------------- | ------------ | ------- |
| 3 мая 2017     | Национальная кинопремия | Лучшая актриса второго плана  | Заира Васим  | [ 50 ]  |
| 14 января 2017 | Filmfare Awards         | Лучший фильм                  | —            | [ 51 ]  |
| 14 января 2017 | Filmfare Awards         | Лучший режиссёр               | Нитеш Тивари | [ 51 ]  |
| 14 января 2017 | Filmfare Awards         | Лучший ведущий актёр          | Аамир Хан    | [ 51 ]  |
| 14 января 2017 | Filmfare Awards         | Лучшая постановка боевых сцен | Шьям Каушал  | [ 51 ]  |